# Clara de Montefalco
Clara de Montefalco, també anomenada santa Clara de la Creu, O.S.A., va ser una monja agustina i abadessa italiana. Abans de ser una religiosa, va formar part del Tercer Orde de Sant Francesc.

## La vida
Va néixer a Montefalco, l'Úmbria, al voltant del 1268. Els seus pares es deien Damiano i Iacopa Vengente. La seva germana Giovanna vivia com a ermitana. El 1274, quan Clara tenia 6 anys, el bisbe de Spoleto va permetre a Giovanna rebre més germanes i va ser quan Clara va entrar al Segon Orde de Sant Agustí i, amb l'objectiu de ser ermitana, va adoptar l'hàbit agustinià. El 1278, la comunitat va créixer molt i van haver de construir una ermita més gran als afores del poble.
El 1290, Clara, la seva germana Giovanna i les seves companyes van decidir entrar a la vida monàstica en el sentit més estricte. El bisbe va situar el monestir a Montefalco, segons la regla de Sant Agustí. Clara va fer els vots de pobresa, castedat i obediència, i es va convertir en religiosa agustina. La seva germana Giovanna va ser elegida com la primera abadessa i la seva petita ermita es va convertir en monestir. El 22 de novembre de 1291 Giovanna vamorir i Clara va ser nomenada abadessa. Clara, inicialment, no va acceptar la posició, però després de la intervenció del bisbe de Spoleto finalment va acceptar ser abadessa per imposició d'obediència del bisbe.
El 1294 va ser decisiu per a la vida espiritual de Clara. En la celebració de l'Epifania, després de fer una confessió general davant de les seves filles, va sentir un èxtasi i es va mantenir així durant diverses setmanes. Impossibilitada de menjar, les religioses mantenien l'abadessa donant-li aigua ensucrada. Durant aquest temps, Clara va reportar tenir una visió en la qual es va veure jutjada davant de Déu.
Clara també va comentar tenir una visió de Jesús vestit com un pobre viatger. Durant una visió agenollant-se davant de Jesús va tractar de detenir-ho i preguntar-li «Senyor, on vas?» i Jesús li va respondre «He buscat per tot el món un lloc fort on plantar aquesta Creu fermament i no l'he trobat». Després, Clara va mirar la Creu i, fent-li saber el seu desig d'ajudar Jesús a carregar-la, li va dir: «Clara, he trobat el lloc per a la meva Creu aquí. He trobat finalment algú a qui pugui confiar la meva Creu» i Jesús va implantar la seva Creu en el cor de Clara. L'intens dolor que va sentir en tot el seu ésser quan rebia la Creu de Crist va viure amb ella per sempre. La resta dels anys els va passar en la pena i en el dolor i així i tot continuava servint les seves germanes amb alegria.
L'any de 1303 Clara va poder construir una església a Montefalco, la qual no només va servir com a capella per a les religioses, sinó també per a totes les persones de la ciutat. La primera pedra va ser beneïda el 24 de juny de 1303 pel bisbe de Spoleto i aquell dia l'església va ser dedicada a la Santa Creu.
Clara va servir com a abadessa, mestra, mare i directora espiritual de les seves estimades filles durant 16 anys. Mentre la reputació de santedat i miracles atreien visitants al monestir, ella continuava governant-lo de manera sàvia, acurada i sense trencar l'harmonia de la comunitat.
L'agost de 1308, va emmalaltir greument, cosa que fer enllitar; el 15 d'agost, va demanar rebre la Unció de Malalts. Va fer l'última confessió el 17 d'agost i l'endemà va morir al seu convent de Montefalco el 1308.

## Relíquies
Immediatament després de la mort de Clara, el seu cor va ser extret del cos i, després d'una inspecció, es va reportar que els instruments de la Passió de Crist: un crucifix, 3 claus, la corona d'espines i un fuet van ser trobats en el seu cor fets pels teixits cardíacs. Escoltant aquestes notícies, el vicari del bisbe de Spoleto va viatjar a Montefalco ple d'indignació sospitant que les religioses del convent havien plantat els símbols. Una comissió de físics, juristes i teòlegs es van reunir per dur a terme una recerca, la qual va descartar la possibilitat de fabricació. El vicari del bisbe, que va anar a Montefalco com un inquisidor a castigar el responsable del frau, es va convèncer de l'autenticitat dels descobriments després de verificar personalment que els signes no eren resultat de trucs. No obstant això, dubtes de la veracitat de les troballes van persistir àdhuc en el procés de canonització, fins al punt que volien canonitzar-la com a franciscana i no com agustina, ja que havia estat secular terciària franciscana.
El crucifix oposat en el cor de Clara és de la grandària d'un polze; el cap de Crist està inclinada cap al costat dret; el seu cos és blanc amb excepció de "la petita obertura en el costat dret que tènia un vermell intens". El fuet i la corona d'espines són, aparentment, formats per fibres nervioses i els 3 claus estan formats per una tela de fibres fosques.
El cos de santa Clara roman incorrupte, però la pell de les seves mans s'ha enfosquit amb el temps. El cor va ser disposat per a la veneració a l'església de Santa Clara en Montefalco, on el seu cos, vestida amb l'hàbit agustinià, reposa sota l'altar major
.

## Canonització
El procés de canonització va començar el 1328, però no va ser fins al 13 d'abril de 1737 que Clara va ser beatificada pel papa Clement XII. El 8 de desembre de 1881, festa de la Immaculada Concepció, el papa Lleó XIII la va canonitzar a la Basílica de Sant Pere a Roma.